# 黄崖洞兵工厂旧址
黄崖洞兵工厂旧址位于中国山西省黎城县黄崖洞镇下赤峪村，是抗日战争期间八路军最大的武器弹药生产基地，曾被朱德誉为八路军的“掌上明珠”。2006年被列为第六批全国重点文物保护单位。
黄崖洞是以黄龙洞为中心的一片山区，面积约10平方千米。黄龙洞是一个天然山洞，宽18米，高25米，深72米。1939年7月，八路军在这片区域建立兵工厂，经过逐步发展，后期已能生产手榴弹、马尾弹、掷弹筒和五〇炮等。1943年因日军扫荡，兵工厂迁往平顺县西安村。